# Pokesudie
Pokesudie,,, (prononcé [pɔk.ʃu.di] « Pok-chou-di »), aussi orthographié Pokesoudie,, est à la fois une île et un village canadien, situé dans la région de la Péninsule acadienne, dans le comté de Gloucester, au nord-est du Nouveau-Brunswick. Avec l'Îlette de Pokesudie, forme le DSL de Pokesudie. Dans le cadre de la réforme de la gouvernance locale du 1er janvier 2023, le DSL a été annexé à la ville de Caraquet.

## Toponyme
Le nom du village est dérivé de Booksadadek, signifiant possiblement passage étroit en langue micmaque, en faisant référence à la Petite Passe entre l'île et le continent. Le nom connu plusieurs variations: Pocsuedier (1816), Poksudie (1826), Pouckcoudie (1832), Poksudi (1845 et 1906), Pokesudie (1847) et Pocksoudie (1852). Le nom fut finalement standardisé en Pokesudi en 1901 puis en Pokesudie en 1955, mais d'autres formes existent, généralement Pokesoudie.

## Géographie

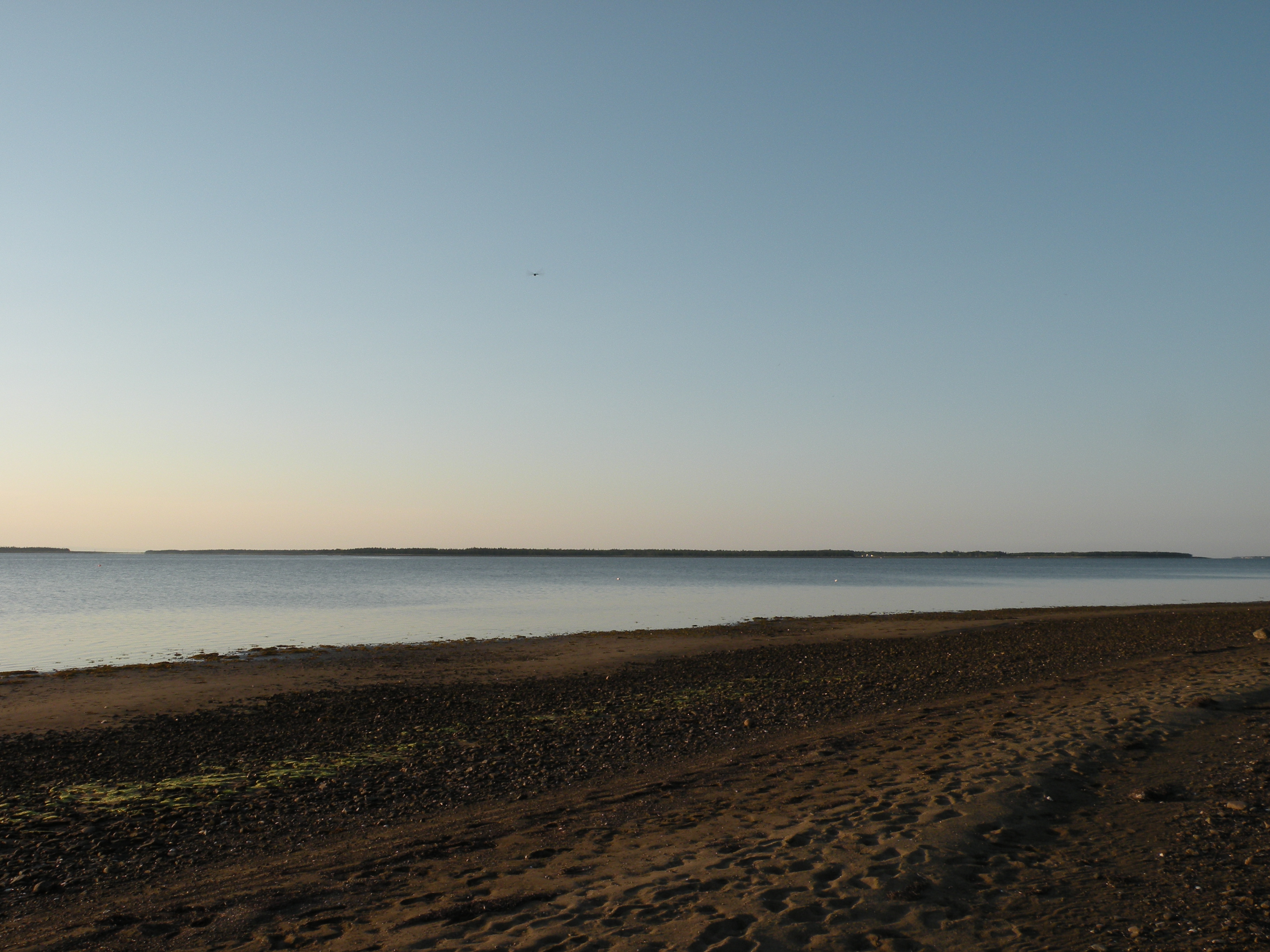
Pokesudie, vue de Haut-Shippagan.

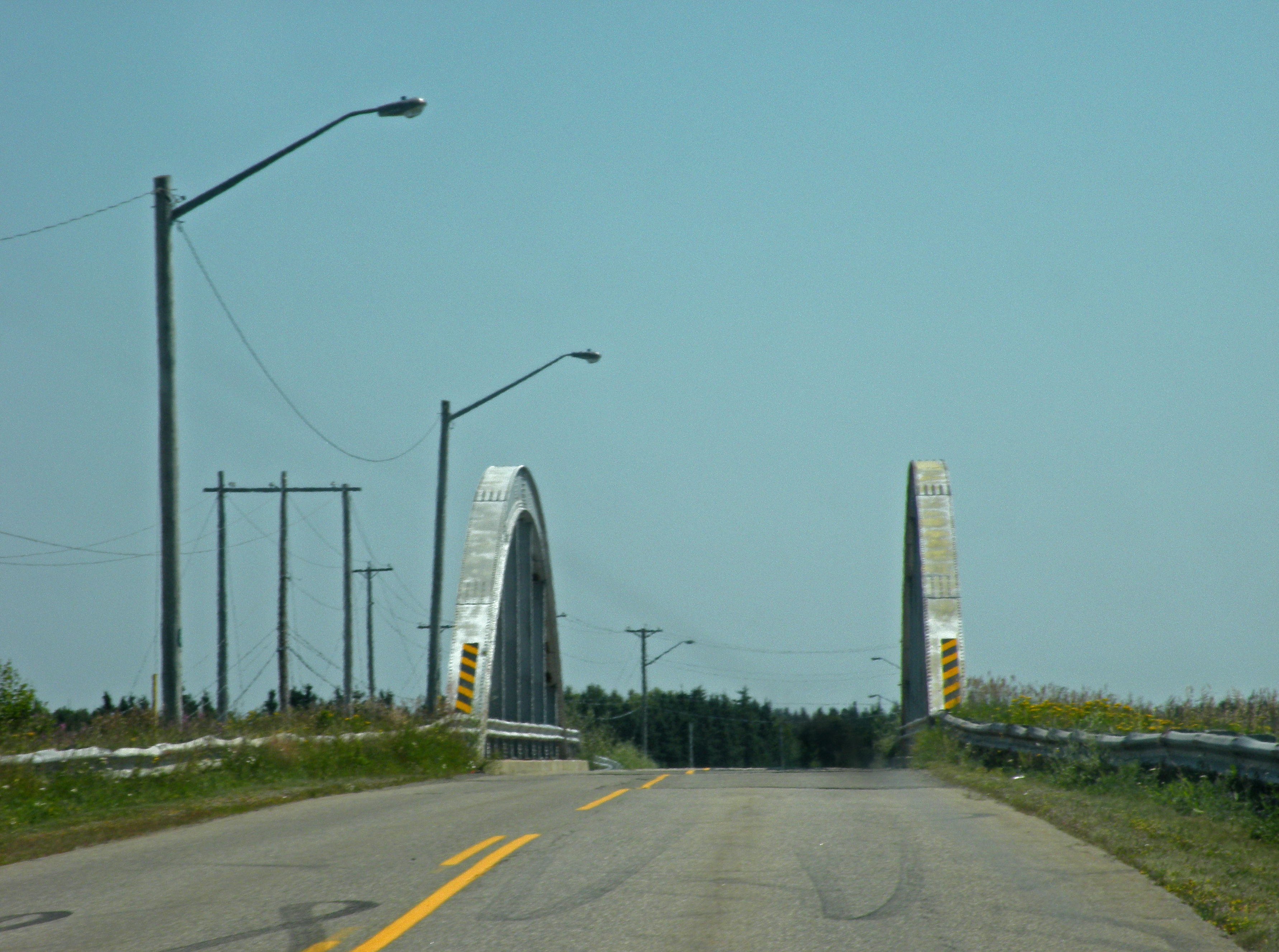
Le pont de la route 145.

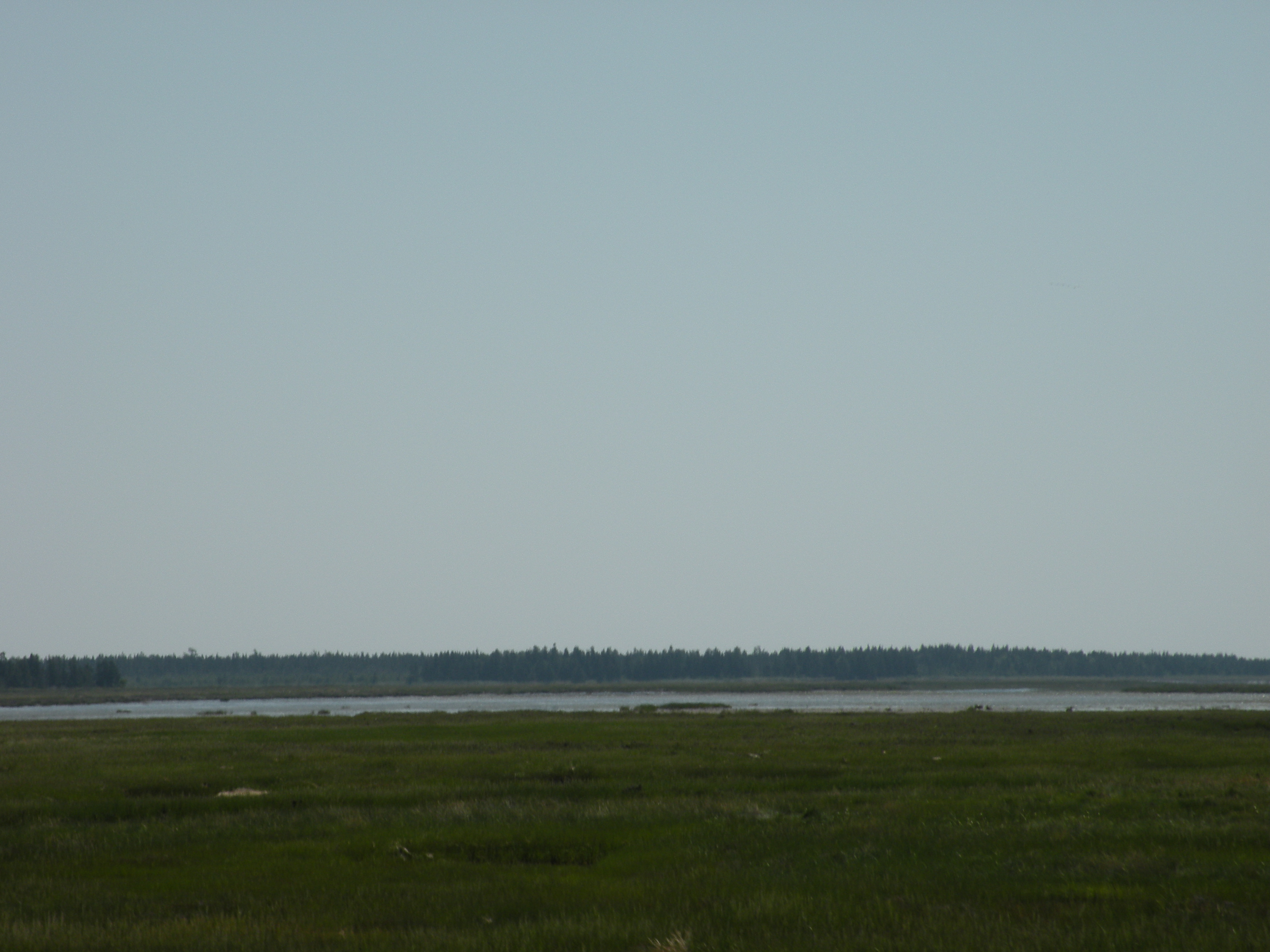
Marais de la Petite Passe.

Pokesudie est bordée au nord par la baie des Chaleurs, à l'est et au sud par la baie de Shippagan et est séparée du continent, à l'ouest, par la Petite Passe.
Aucun point de l'île ne dépasse les 8 mètres d'altitude. Pokesudie mesure approximativement 5 650 mètres du nord au sud et 4 060 mètres d'est en ouest.
On retrouve la pointe des Blanchard au nord-ouest, la pointe de Pokesudie au nord-est et la pointe à Marcel au sud. Cette dernière a été nommée en l'honneur de son premier habitant, Marcel Leclerc. Le dernier survivant de ses descendants, Lazare,  y a habité jusqu'à son décès, c'est-à-dire jusqu'en 2014. L'épouse de ce dernier, Catherine, avait le même descendant des Leclair/ Leclerc, c'est-à-dire Marcel. On peut donc dire que les trois derniers habitants de la terre des Leclair/Leclerc, c'est-à-dire Lazare, Catherine et leur fille, Claire-Camilla , étaient les derniers descendants de Marcel Leclerc. La propriété appartient maintenant aux filles de Lazare et Catherine, Katleen et Elodie.   Au nord se trouve l'île au Cheval, qui est en fait une presqu'île formée de sable et rattachée par son côté ouest. L'île au Cheval fait moins de 900 mètres de long. À quelques dizaines de mètres à l'est se trouve la pointe au Sable (Sandy), une autre presqu'île de sable rattachée par l'ouest et mesurant environ 820 mètres de long. Pokesudie est entourée de bancs de sable, et la Petite Passe est par endroits plutôt un marais côtier. Il n'y a aucun cours d'eau important, et seulement un étang. Le littoral est en grande partie composé de marais ou de plages. Une tourbière occupe le nord de l'île. On peut discerner deux hameaux sur l'île, soit un au centre et un autre à la pointe à Marcel. Une grande partie de l'île est couverte de forêt, le reste étant composé de champs la plupart du temps abandonnés.
Pokesudie est généralement considérée comme faisant partie de l'Acadie.

### Géologie
Le sous-sol de Pokesudie est composé principalement de roches sédimentaires du groupe de Pictou datant du Pennsylvanien (entre 300 et 311 millions d'années).

### Faune et flore
Plusieurs espèces d'oiseaux vivent à Pokesudie, tels que le grand Héron, le pluvier semipalmé, le pluvier kildir, le tournepierre à collier, le petit chevalier, le grand chevalier, le bécasseau minuscule, le bécasseau semipalmé, le bécassin roux, la barge hudsonienne et la bécasseau maubèche. De nombreuses espèces marines sont aussi observées à Pokesudie.

### Climat
| Mois                        | Jan   | Fév   | Mar  | Avr  | Mai  | Jui  | Jui  | Aoû  | Sep  | Oct  | Nov  | Déc  | Année |
| Températures minimales (°C) | -12,6 | -12,7 | -7,2 | -1,3 | 4,6  | 10,7 | 15,0 | 14,3 | 10,6 | 4,7  | -0,6 | -6,5 | 1,6   |
| Températures maximales (°C) | -5,2  | -3,9  | 0,6  | 5,8  | 13,0 | 19,4 | 22,0 | 21,5 | 17,5 | 10,7 | 4,7  | -0,6 | 8,8   |
| Températures moyennes (°C)  | -8,9  | -8,6  | -3,3 | 2,5  | 9,3  | 15,8 | 19,4 | 18,8 | 14,7 | 8,3  | 2,3  | -3,6 | 5,6   |
| Pluviométrie (mm)           | 31,4  | 49,3  | 64,6 | 63,2 | 85,5 | 61,3 | 71,8 | 66,8 | 73,2 | 95,6 | 93,9 | 74,6 | 900,5 |

## Histoire

### Origines
Pokesudie est situé dans le territoire historique des Micmacs.
Selon ce que rapporte Donat Robichaud, la région est visitée par des pêcheurs Normands et Bretons dès la fin du XIIIe siècle. Les Bretons sont en fait bien établis avant 1536. Les Basques chassent la baleine en Europe à partir du XIIe siècle ou plus tôt mais, à la suite de l'effondrement de la population de ces cétacés, commencent à les chasser au sud du Labrador au XVIe siècle, en plus de pêcher la morue. Ces pêcheurs viennent surtout du Pays basque espagnol mais ceux du Pays basque français deviennent de plus en plus nombreux. Ils sont déjà bien installés vers 1540. Contrairement à une idée répandue, ils n'ont pas chassés la baleine de plus en plus loin jusqu'à atteindre l'Amérique mais s'y sont rendus directement. Vers 1632, les pêcheurs de morue basques se déplacent dans des endroits plus reculés, dont Caraquet, Paspébiac et Shippagan, notamment pour éviter les attaques des Inuits et des pirates anglais ou danois, mais aussi à cause de la baisse de la population de baleine et de l'ouverture de la pêche au Svalbard. La pêche basque dans la région dure sans encombre jusque vers la fin du XVIIe siècle.
Le 17 août 1693, le Conseil souverain donne la concession de Pokemouche à Philippe Hesnault, de Nipisiguit, lui ajoutant trois lieues de largeur de chaque côté de la vallée, pour un total de huit lieues par quatre, un territoire qui inclut Pokesudie. Michel Degrez, qui possédait auparavant la seigneurie, devait 200 livres à Hesnault, ce qui explique probablement cette décision. Hesnault ne s'établit pas sur les lieux et d'autres marchands en profitent pour chasser sur ses terres. Il porte plainte au Conseil et obtient gain de cause le 30 août 1705 contre le directeur général de la Compagnie de Mont-Louis, Jean de Clarmont. On ne sait pas avec précision ce qui est arrivé au fief de Pokemouche après la mort d'Hesnault.

### XIXesiècle
Pokesudie est fondé vers 1816 par des gens de Caraquet.
La résolution # 68 de la Conférence de Québec prévoyait le parachèvement du chemin de fer Intercolonial, entre le Québec et les Provinces maritimes. Ce chemin de fer était en quelque sorte un compromis que le Nouveau-brunswick et la Nouvelle-Écosse acceptent d'entrer dans la Confédération canadienne. La même année, l'ingénieur Sanford Fleming proposa  de construire le terminus soit à Miramichi, soit à Pokesudie. D’après lui, ces endroits étaient meilleurs qu’Halifax pour accueillir les paquebots transatlantiques. Il répéta sa demande dans son rapport final, en 1865. En 1867, c'est la Confédération canadienne. La clause 145 de la proclamation stipulait que la construction du chemin de fer Intercolonial devait être effectuée dans les plus brefs délais. Il y eut alors plusieurs campagnes entreprises dans la province pour promouvoir tel ou tel tracé. Les travaux de construction commencèrent en 1868. Au lieu de longer la baie des Chaleurs après Bathurst pour se rendre à Pokesudie comme l'avait proposé Fleming, la décision fut prise en mars de faire obliquer le tracé vers le sud, passant par Miramichi et Moncton, avant de rejoindre la ligne existante à Truro. Halifax allait donc devenir le terminus de cette ligne, et quelqu'un d'autre allait devoir construire les 60 miles proposés par Fleming.
Lorsqu'un groupe d'hommes d'affaires du comté de Gloucester décida de construire le chemin de fer durant les années 1880, le tracé choisi est le même que celui proposé par Sanford Fleming, à quelques détails près. Les travaux débutent le 7 août 1884, mais le trajet est dévié vers Shippagan au lieu de Pokesudie.

### XXesiècle

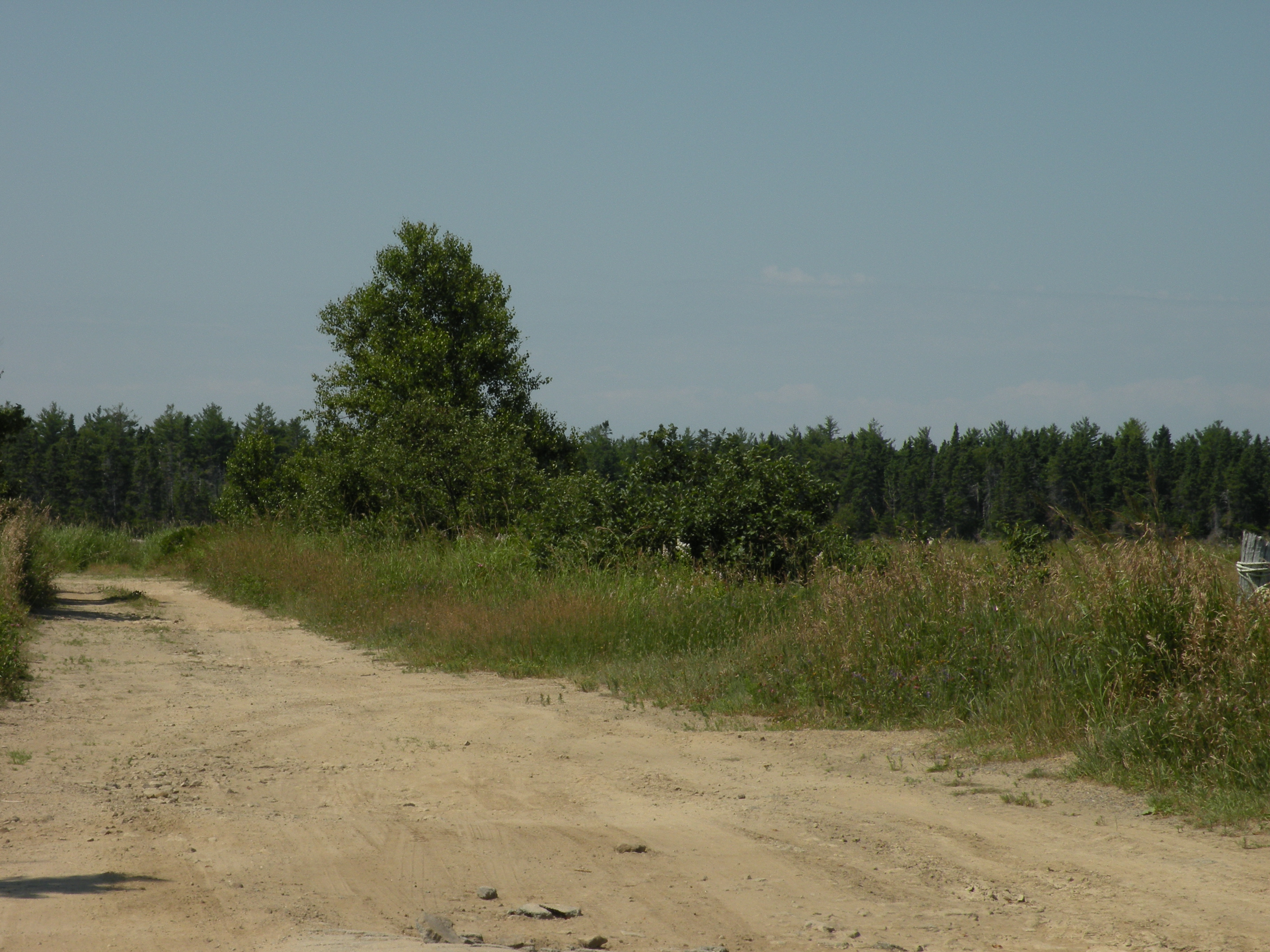
Chemin menant vers l'îlette de Pokesudie, désormais déserte.

Le bureau de poste de Pokesudie est inauguré en 1912.
La Grande Dépression nuisit à la région et le village d'Allardville fut fondé en 1932 pour accueillir les familles les plus touchées, dont firent partie la population de l'îlette de Pokesudie[réf. nécessaire].
Le port de Belledune devait à l'origine être le port de Pokesudie. Un autre projet important était la construction d'une importante fonderie dans les années 1960.
La restructuration des services publics au début des années 1960 a forcé la fermeture de l'école[réf. nécessaire]. Le bureau de poste ferme quant à lui ses portes en 1970.
La tourbière de Pokesudie n'est plus exploitée à partir de 1993.

### XXIesiècle
Bien que le village n'organise pas d'activités lors du IVe Congrès mondial acadien en 2009, la population a effectué des corvées pour embellir l'île.

## Chronologie municipale

Évolution territoriale de la paroisse de Caraquet après 1966.

1831 : Érection de la paroisse de Caraquet dans la paroisse de Saumarez.
1851 : La paroisse de Shippagan se détache de la paroisse de Caraquet.
1897 : Érection de la paroisse de Paquetville à partir de portions des paroisses de Caraquet et d'Inkerman.
1961 : Constitution de la ville de Caraquet dans la paroisse de Caraquet.
1966 : La municipalité du comté de Gloucester est dissoute et le DSL de la paroisse de Caraquet est créé. Les villages de Bas-Caraquet et Bertrand et les DSL de Pokesudie, Saint-Simon et Village-Blanchard sont constitués dans la paroisse de Caraquet,.

## Économie

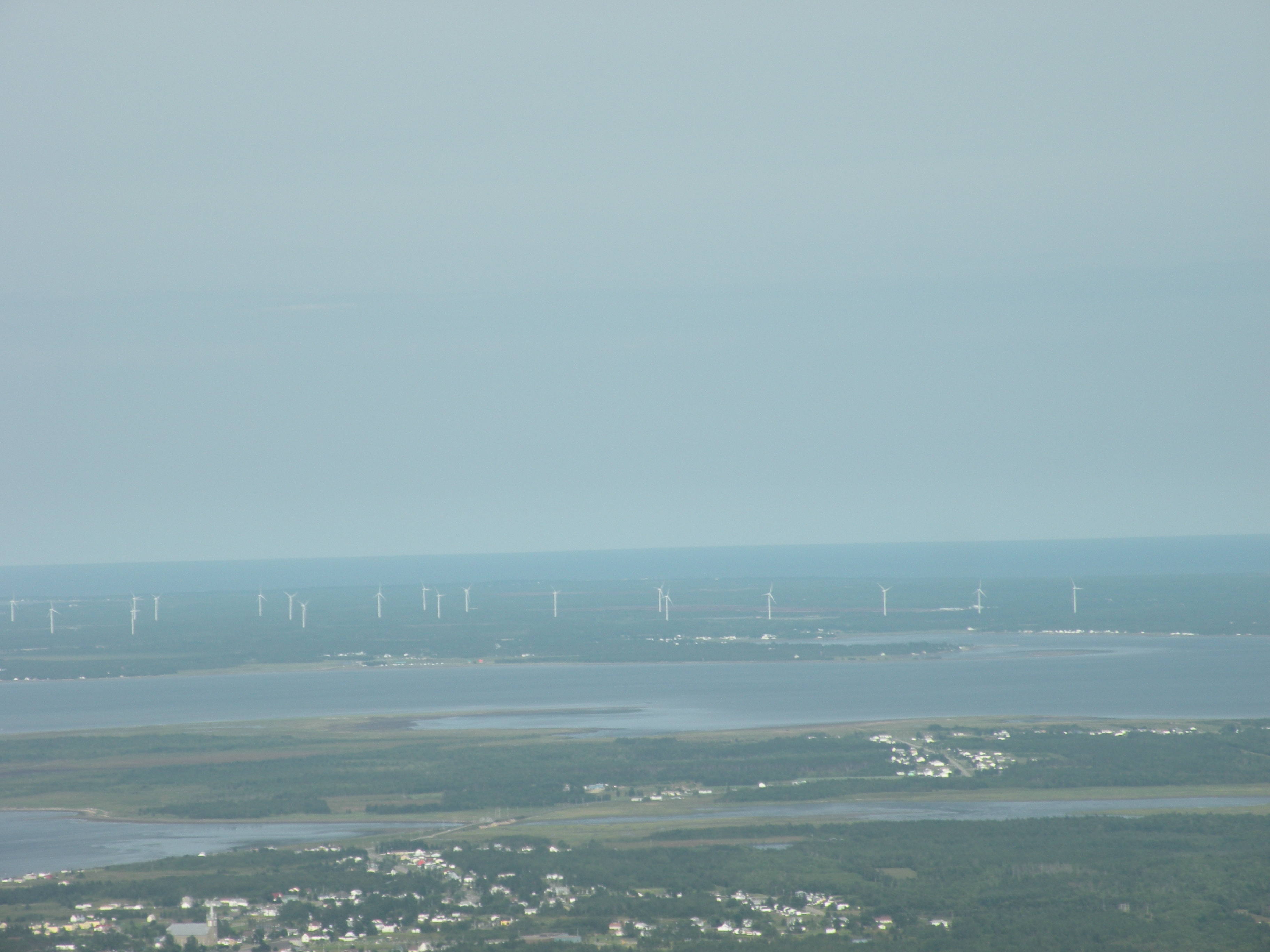
Vue aérienne de Pokesudie, au Nouveau-Brunswick. Bas-Caraquet est au premier plan et Lamèque au fond.

Entreprise Péninsule, un organisme basé à Tracadie-Sheila faisant partie du réseau Entreprise, a la responsabilité du développement économique de la région.
La plupart des gens travaillent au village ou à proximité. L'industrie touristique crée quelques emplois sur place et il y a aussi de nombreux emplois disponibles dans le commerce, l'industrie de la pêche, la fabrication et la fonction publique à Caraquet.

## Administration

### Comité consultatif
En tant que district de services locaux, Pokesudie est administré directement par le Ministère des Gouvernements locaux du Nouveau-Brunswick, secondé par un comité consultatif élu composé de cinq membres dont un président.

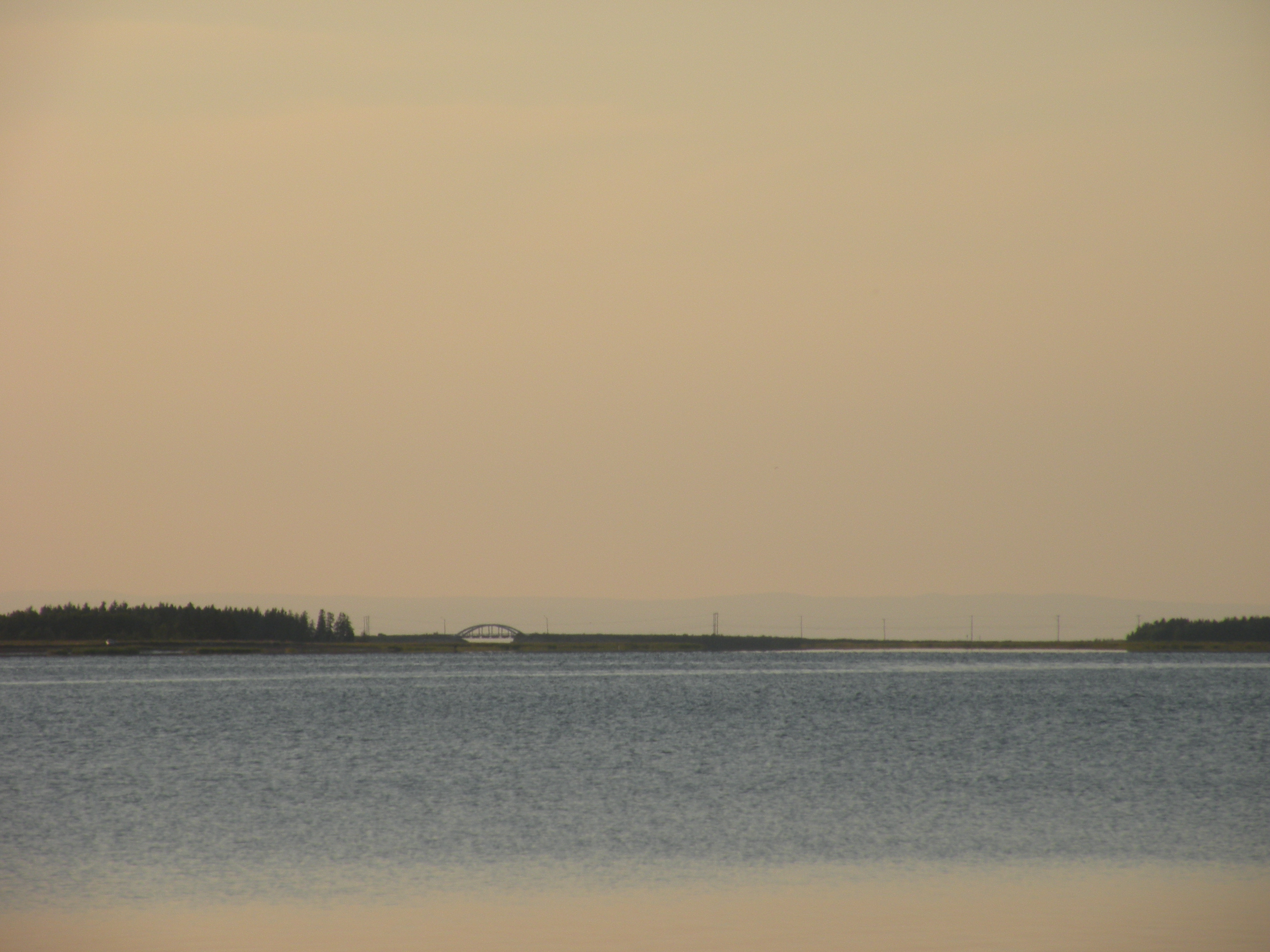
La Petite passe.

| Période                                  | Période  | Identité         | Étiquette | Qualité    |
| ---------------------------------------- | -------- | ---------------- | --------- | ---------- |
| 200?                                     | en cours | Alain Michon     |           |            |
|                                          |          | Isidore Chiasson |           | Poissonier |
|                                          |          |                  |           |            |
| Les données manquantes sont à compléter. |          |                  |           |            |

### Commission de services régionaux
Pokesudie fait partie de la Région 4, une commission de services régionaux (CSR) devant commencer officiellement ses activités le 1er janvier 2013. Contrairement aux municipalités, les DSL sont représentés au conseil par un nombre de représentants proportionnel à leur population et leur assiette fiscale. Ces représentants sont élus par les présidents des DSL mais sont nommés par le gouvernement s'il n'y a pas assez de présidents en fonction. Les services obligatoirement offerts par les CSR sont l'aménagement régional, l'aménagement local dans le cas des DSL, la gestion des déchets solides, la planification des mesures d'urgence ainsi que la collaboration en matière de services de police, la planification et le partage des coûts des infrastructures régionales de sport, de loisirs et de culture; d'autres services pourraient s'ajouter à cette liste.

### Fusion à venir
Le DSL doit être fusionnée à Caraquet avec plusieurs autres localités (Bas-Caraquet, Évangéline, Landry, Pokemouche, Saint-Simon et Village-Blanchard) d'ici janvier 2023, à la suite de la présentation du Livre blanc de la réforme municipale, en novembre 2021. Cette nouvelle entité comprendra une population estimée à 7893 habitants, et une assiette fiscale de 592 732 262$.

### Représentation
Nouveau-Brunswick: Pokesudie fait partie de la circonscription de Caraquet, qui est représentée à l'Assemblée législative du Nouveau-Brunswick par Hédard Albert, du Parti libéral. Il fut élu en 2003 puis réélu en 2008 et en 2010.
 Canada: Pokesudie fait partie de la circonscription fédérale d'Acadie-Bathurst. Cette circonscription est représentée à la Chambre des communes du Canada par Yvon Godin, du NPD. Il fut élu lors de l'élection de 1997 contre le député sortant Doug Young, en raison du mécontentement provoqué par une réforme du régime d’assurance-emploi.

## Démographie
(août 2016).

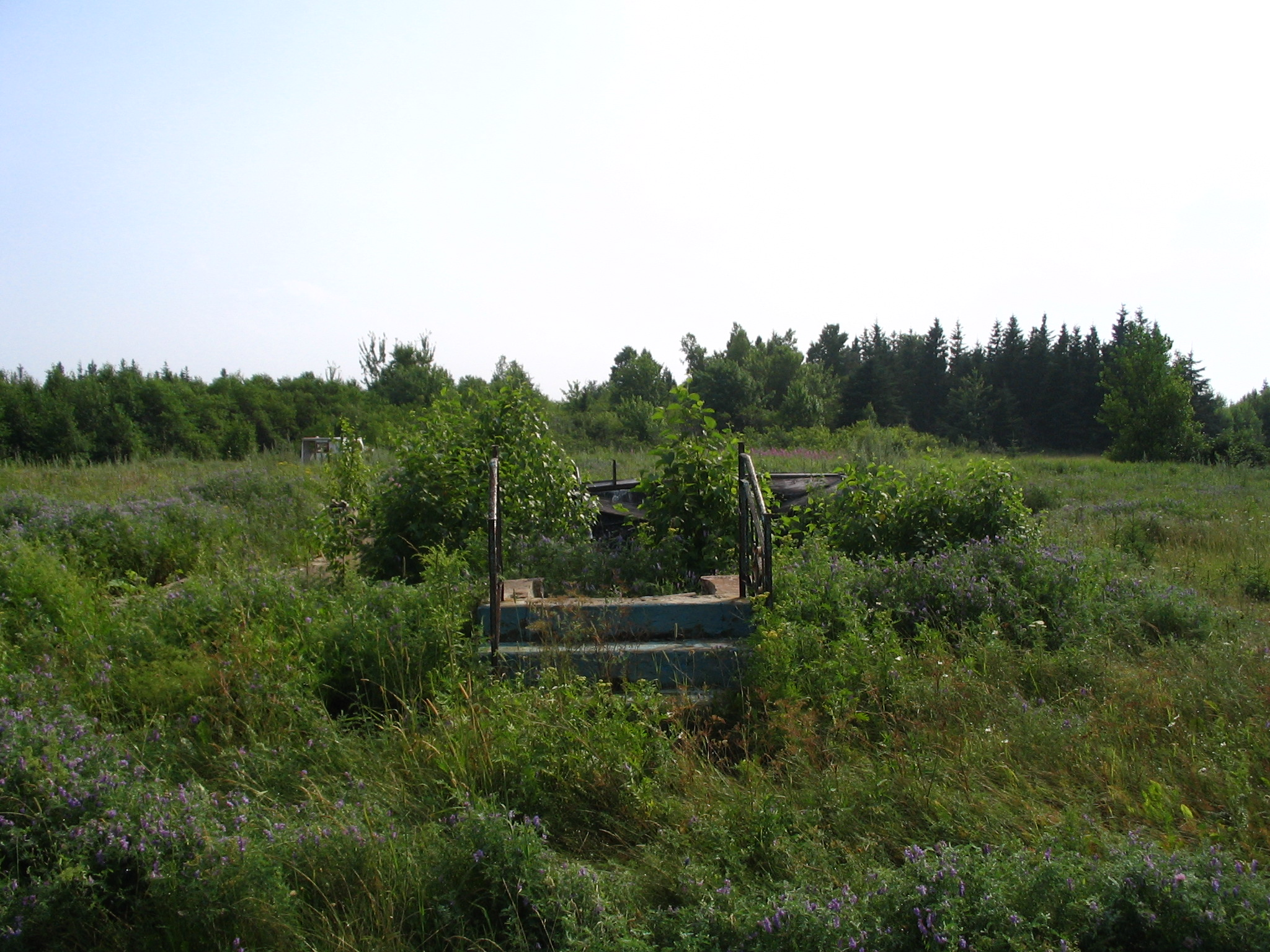
Pokesudie subit un déclin de sa population.

Le DSL de Pokesudie comptait 299 habitants en 2006, comparativement à 333 en 2001, soit une baisse de 10,2 %. Il compte 124 logements privés dont 114 occupés par des résidents habituels. La superficie est de 13,59 km2 et la densité de population est de 22,0 habitants au kilomètre carré.
Le territoire du DSL de Pokesudie comprend aussi l'Îlette de Pokesudie, qui est désormais inhabitée bien que des ruines y soient encore visibles.

## Infrastructures et services

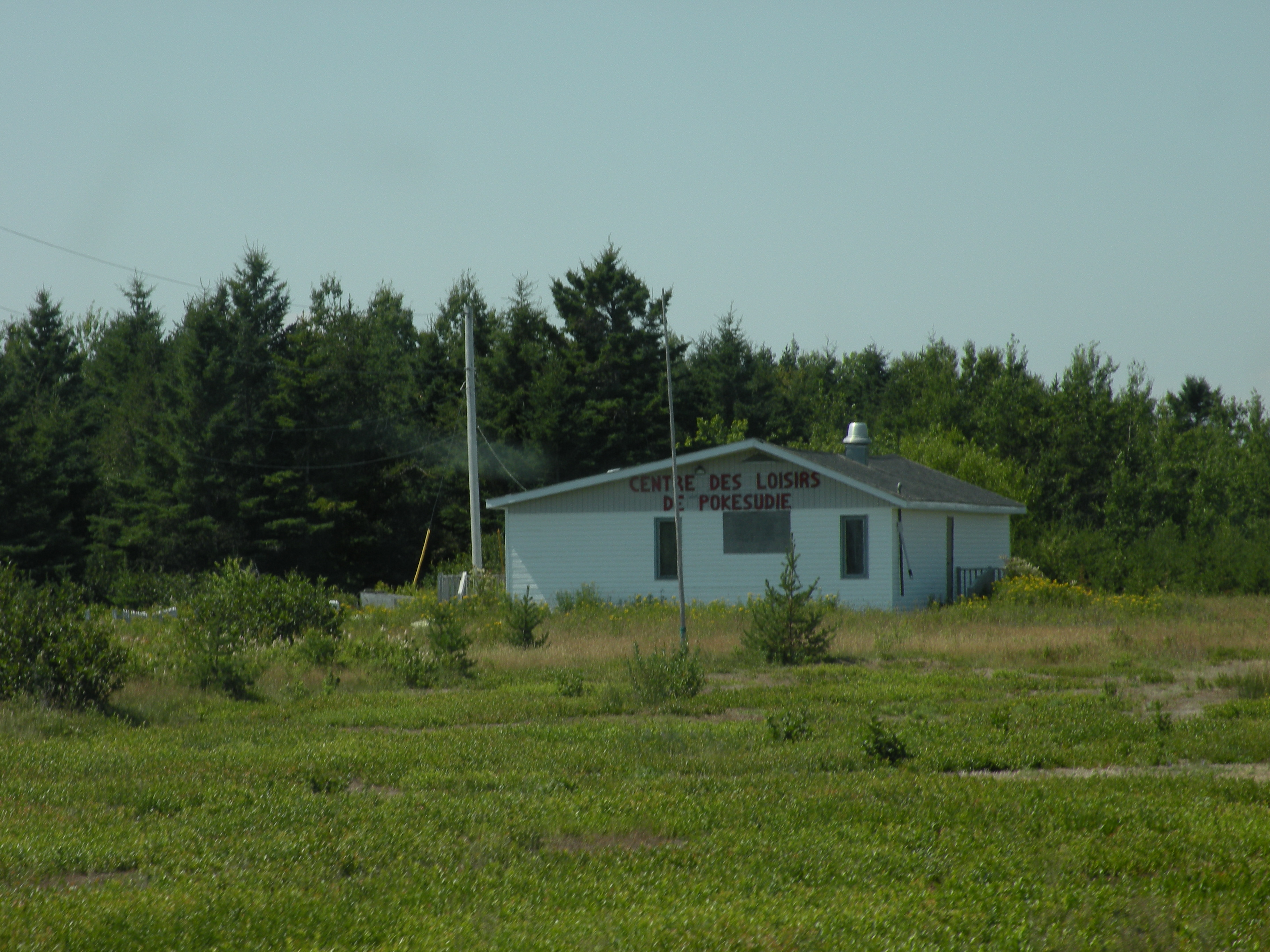
Le centre des loisirs.

Pokesudie est reliée par un pont à Bas-Caraquet. La principale rue est la route 145, qui emprunte le pont et se rend jusqu'à la pointe à Marcel. Il n'y a aucun service public à Pokesudie mais il existe un centre des loisirs. Pour la bibliothèque et le bureau de poste, les gens doivent se rendre à Bas-Caraquet. Pour l'école, les élèves vont à Bas-Caraquet et ensuite à Caraquet. Cette ville dispose également d'un poste d'Ambulance Nouveau-Brunswick et de l'hôpital de l'Enfant-Jésus. Le détachement de la Gendarmerie royale du Canada le plus proche est aussi situé à Caraquet.
Les francophones bénéficient du quotidien L'Acadie nouvelle, publié à Caraquet, ainsi que de l'hebdomadaire L'Étoile, de Dieppe. Les anglophones bénéficient quant à eux du quotidien Telegraph-Journal, publié à Saint-Jean.

## Culture

### Gastronomie
La cuisine acadienne utilise couramment des ingrédients comme le poisson, le porc et quelques légumes dont les fèves séchées, les patates (pommes de terre), le chou et le navet. Les plats à base de céréales comme le gruau, les crêpes et le pain sont très fréquents. Aux produits locaux s'ajoutent ceux provenant d'un commerce ancien avec les Antilles et le Brésil, tels que la mélasse, la cassonade, les raisins secs et le riz. Dans la région, les assaisonnement se résument aux herbes salées, aux oignons et à la sarriette. Parmi les plats communs aux différentes régions comme le pâté de viande et le boudin, le plus populaire reste le fricot, une soupe dont il existe une vingtaine de variétés dont au poulet, au poisson, au fruits de mer et au gibier. Un autre plat populaire est la soupe aux légumes et à l'orge, aussi appelée soupe du dimanche. Par contre, les mets faits de patates râpées, tels que le chior et la poutine râpée, sont inconnus de Pokesudie. C'est l'une des seules régions où l'on consommait autrefois le castor,  l'ours. Les éperlans de l'île sont, dit-on, les meilleurs.

### Folklore
Une légende locale est celle de la Dame des Neiges.

### Pokesudie dans la culture
Pokesudie fait l'objet d'un poème dans le recueil de poésie La terre tressée, de Claude Le Bouthillier.